# Tomasz Szczegielniak
Tomasz Szczegielniak (ur. 4 czerwca 1973) – polski urzędnik państwowy i samorządowy, z wykształcenia prawnik, w 2019 podsekretarz stanu w Kancelarii Prezesa Rady Ministrów i sekretarz Rady Ministrów, w latach 2019–2020 podsekretarz stanu w Ministerstwie Aktywów Państwowych. 

## Życiorys
Ukończył studia na Wydziale Prawa i Administracji Uniwersytetu Łódzkiego. Był zatrudniony w Urzędzie Patentowym oraz Kancelarii Sejmu. W latach 2003–2006 piastował funkcję naczelnika Wydziału Skarg i Wniosków w Urzędzie miasta stołecznego Warszawy. W latach 2006–2010 pracował w Kancelarii Prezydenta RP (był m.in. jednym ze współorganizatorów wizyty prezydenta Lecha Kaczyńskiego w Katyniu 10 kwietnia 2010). Od 2011 do 2015 pozostawał naczelnikiem Wydziału Obsługi Zarządu w Starostwie Powiatowym w Wołominie. W sierpniu 2015 został zatrudniony w Kancelarii Prezydenta RP jako ekspert.
Zaangażował się w działalność partii Prawo i Sprawiedliwość. W 2010, 2014, 2018 i 2024 z ramienia tego ugrupowania był wybierany do rady dzielnicy Mokotów, w której objął m.in. funkcję szefa Komisji Spraw Statutowych i Polityki Lokalnej.
4 lipca 2019 powołany na stanowisko podsekretarza stanu w KPRM i sekretarza Rady Ministrów. 26 listopada 2019 tego samego roku powołany na stanowisko podsekretarza stanu w Ministerstwie Aktywów Państwowych. Zakończył pełnienie tej funkcji 18 czerwca 2020. Od sierpnia 2020 do czerwca 2022 był członkiem zarządu ds. korporacyjnych Enei. Następnie był członkiem zarządu ds. handlu Tauronu. Wchodził także w skład rad nadzorczych Azotów Kędzierzyn i Enei Trading.

## Życie prywatne
Jest żonaty, ma dwoje dzieci. Mieszka w Warszawie na Dolnym Mokotowie.